# San José Pinula
San José Pinula ist eine rund 11.000 Einwohner zählende Kleinstadt in Guatemala und Verwaltungssitz des gleichnamigen Municipios im Departamento Guatemala. Der Ort liegt 22 Kilometer südöstlich von Guatemala-Stadt auf 1752 m Höhe an der Nationalstraße 18, welche von der Hauptstadt nach Jalapa führt.
Das 220 km² große Municipio erstreckt sich im südöstlichen Bergland des Departamentos Guatemala. Es hat insgesamt rund 55.000 Einwohner, von denen ein Großteil in ländlichen Siedlungen und Dörfern lebt, darunter Santa Inés Pinula, Ciénega Grande, El Platanar, Las Anonas, El Pino, San Luis, Santa Rita, Contreras, Concepción Pinula, El Sombrerito, La Primavera, El Zapote, El Colorado (1/2), Joya de los Cedros, El Socorro/San Shin, El Carmen, Río Frío, Cruz Alta und Las Nubes.
Angrenzende Municipios sind Palencia im Norden, Guatemala-Stadt im Nordwesten, Santa Catarina Pinula im Westen und Fraijanes im Südwesten. Im Osten grenzt San José del Golfo an Mataquescuintla im benachbarten Departamento El Progreso, im Süden an Santa Rosa de Lima (Departamento Santa Rosa).
Der Ort San José Pinula ist während der Kolonialzeit aus einem Landgut der Jesuiten hervorgegangen. Bis 1886 gehörte er als Landgemeinde zum Municipio Santa Catarina Pinula.
Bei der Brandkatastrophe im Kinderheim Hogar Seguro Virgen de la Asunción (dt.:Sichere Unterkunft der Jungfrau Maria Himmelfahrt) am 8. März 2017 kamen mindestens 41 Mädchen ums Leben. Insgesamt befanden sich über 500 Jugendliche in dem Komplex.

## Persönlichkeiten
- Saturnino Rustrián (1942–2013), Radrennfahrer